# Prisekan veliki dodekaeder
| Prisekan veliki dodekaeder                           | Prisekan veliki dodekaeder                           |
| ---------------------------------------------------- | ---------------------------------------------------- |
|                                                      |                                                      |
| Vrsta                                                | uniformni zvezdni polieder                           |
| Elementi                                             | F = 24, E = 90, V =60 ({\displaystyle \chi \,} = -6) |
| Stranske ploskve po stranicah                        | 12{5/2}+12{10}                                       |
| Wythoffova simbola                                   | 2 5/2 \| 5 2 5/3 \| 5                                |
| Simetrijska grupa                                    | Ih, [5,3], *532                                      |
| Bowerjeva okrajšava                                  | Tigid                                                |
| Sklici                                               | U37, C47, W75                                        |
| mali zvezdni pentakisni dodekaeder (dualni polieder) | 10.10.5/2 slika oglišč                               |

Prisekan veliki dodekaeder je v geometriji uniformni zvezdni polieder z oznako (indeksom) U37. Njegov Schläflijev simbol je t0,1{5,5/2}.

## Sorodni poliedri
Ima enako razvrstitev oglišč kot ostali trije uniformni poliedri: nekonveksni veliki rombiikozidodekaeder, veliki dodeciikozidodekaeder in veliki rombidodekaeder ter uniformni sestavi šestih in sestav dvanajstih petstranih prizem.
| nekonveksni veliki rombiikozidodekaeder | veliki dodeciikozidodekaeder    | veliki rombidodekaeder              |
| prisekan veliki dodekaeder              | sestav šestih petstranih prizem | sestav dvanajstih petstranih prizem |

Ta polieder pomeni prisekanost velikega dodekaedra. 
Prisekan mali zvezdni dodekaeder  izgleda na površini kot dodekaeder. Ima pa 24 stranske ploskve ter 12 petkotnikov, ki smo jih dobili iz prisekanih oglišč  in 12 prekrivajočih se. 
| Ime                      | mali zvezdni dodekaeder | prisekan mali zvezdni dodekaeder | dodekaeder | prisekan veliki dodekaeder | veliki dodekaeder |
| ------------------------ | ----------------------- | -------------------------------- | ---------- | -------------------------- | ----------------- |
| Coxeter-Dinkinov diagram |                         |                                  |            |                            |                   |
| Slika                    |                         |                                  |            |                            |                   |